# Ираида
Ираи́да (Ирои́да) — женское русское личное имя, православное и католическое. 
Покровительницей имени является святая мученица Ираида Александрийская.

## Происхождение
Имя «Ираида» образовано от родительного падежа — др.-греч. Ἡραΐδος, Ἱραΐδος греческого имени др.-греч. Ἡραιῆς, Ἱραΐς. В родительном падеже имя стоит, например, в Минологии Василия II — «Ἄθλησις τῆς ἁγίας μάρτυρος Ἱραΐδος» («Страдания святой мученицы Ираиды»).
Имя «Ἡραΐς, Ἱραΐς» происходит от имени «Геры». «Ἡραῖα» — празднества в честь Геры в Аргосе и на Самосе.
Н. А. Петровский полагает, что имя происходит от родительного падежа — др.-греч. ἡρωίς (род. п. ἡρωίδος) — «героиня».
Имя Ираида берёт своё начало в Древней Греции от слова Ἱραΐς («гераис»), что означает «из рода Геры». Так, Ираида — это имя, которое отсылает к одной из главнейших богинь древнегреческого пантеона, являвшейся покровительницей семьи, брака, земли и земледелия. Имя имеет древнегреческие, католические, православные корни.

## Именины
- Православные именины (даты даны по григорианскому календарю)[2][1]: 18 марта, 18 сентября, 6 октября.